# 缨绒花
缨绒花（学名：Emilia fosbergii）为菊科一點紅属下的一个种。

## 扩展阅读
- 維基物種上的相關：缨绒花